# Panipat Taraf Rajputan
Panipat Taraf Rajputan is een census town in het district Panipat van de Indiase staat Haryana. 

## Demografie
Volgens de Indiase volkstelling van 2001 wonen er 18806 mensen in Panipat Taraf Rajputan, waarvan 58% mannelijk en 42% vrouwelijk is. De plaats heeft een alfabetiseringsgraad van 48%. 